# Achille Torelli

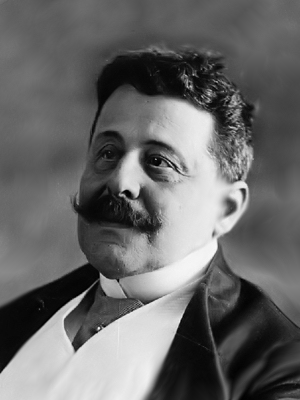
Achille Torelli um 1890

Achille Torelli (* 5. Mai 1841 in Neapel; † 31. Januar 1922 ebenda) war ein italienischer Schriftsteller, Dramatiker, Theaterleiter und Bibliothekar. Er gilt in Italien als Vertreter des frühnaturalistischen Dramas.

## Leben und Werk
Achille Torelli entstammte einer aufgeklärten Familie des Großbürgertums. Sein Vater Vincenzo war Journalist, Schriftsteller und Mitglied verschiedener Akademien; er gründete und redigierte Zeitungen wie „L’indifferent“. Seine Mutter Anna Maria entstammte dem sizilianischen Adelsgeschlecht Tomasi di Lampedusa. Sie war die Tante des italienischen Schriftstellers Giuseppe Tomasi di Lampedusa. Achille Torelli studierte bis 1857 am französischen Institut von Pietro Isidoro Boubée in Neapel. Er arbeitete schon in jungen Jahren an der Zeitschrift „L’omnibus“ seines Vaters mit und schrieb Kolumnen. Er schrieb früh auch Theaterwerke, die als pädagogisch und ethisch-sozial wertvoll ausgezeichnet wurden. 1864 wurde er dann zum Professor für italienische Literatur ernannt.
Achille Torelli war Bürger des Königreichs beider Sizilien; er war aber Anhänger der italienischen Einigungsbewegung und nahm als Freiwilliger an der Schlacht bei Custozza (1866) teil, wo er sich durch einen Sturz vom Pferd schwer verletzte. Er ließ sich daraufhin zur Rekonvaleszenz in Florenz nieder. Hier errang er 1867 mit dem dem kubanischstämmigen Dramatiker Luigi Suñer gewidmeten Schauspiel I Mariti („Die Ehemänner“) einen frühen, herausragenden Erfolg. Das Stück wurde am 23. November im Niccolini-Theater in Florenz uraufgeführt und brachte ihm den Ruf eines Erneuerers des italienischen Theaters ein. Das Stück wurde später auch ins Deutsche und Französische übersetzt. 1941 entstand auf Basis dieses Werkes unter der Regie von Camillo Mastrocinque ein gleichnamiger Film. Mit seinen folgenden Theaterstücken konnte er nur bedingt an den Erfolg von I Mariti anknüpfen.
Achille Torelli war Leiter des Teatro San Carlo in Neapel. 1883 wurde er zum außerordentlichen Assistenten an der Nationalbibliothek von Neapel ernannt. Ab 1888 leitete er hier den durch eine Schenkung des Grafen Edoardo Lucchesi-Palli an die Nationalbibliothek gekommenen wertvollen Sonderbestand von Theater- und Musikwerken. 1897 wurde er zum Direktor der Theaterbibliothek und des Musikarchivs Lucchesi-Palli befördert, aber bereits 1898 durch politische Einflussnahme seitens Edoardo Lucchesi-Pallis wieder von dieser Aufgabe entbunden.
Achille Torelli erkrankte 1922 an einer Lungenentzündung und starb am 31. Januar 1922 im Alter von 80 Jahren in Neapel.